# Богобоязненность
Богобоязненность (богобоязливость, страх Божий, страх Господень) во всех авраамических религиях — добродетель, благоговение к Богу, опасение оскорбить Бога нарушением Его воли, развивающее особенную бдительность, смирение и молитву.

## Иудаизм
Ветхий Завет связал мудрость и богобоязненность: «Начало мудрости — страх Господень» (Пс. 110:10), «Если бы не был со мною Бог отца моего, Бог Авраама и страх Исаака…» (Быт. 31:42).

## Христианство
Христианин, исполненный страха Божия, благоговеет перед Богом, почитает Его гнев величайшим несчастьем, а потому старается, чтобы не прогневить Бога. Через страх Божий верующий преодолевает животный страх, получая любовь к Богу и людям. По словам апостола Иоанна, «в любви нет страха, но совершенная любовь изгоняет страх, потому что в страхе есть мучение, боящийся не совершен в любви» (1 Иоанна. 4:18).
В русском языке выражение «побойся Бога!» традиционно используется для обозначения желания усовестить, пристыдить собеседника, заставить его подумать.

## Ислам
Состояние (чувство) богоосознания, в котором мусульманин начинает понимать, что все его мысли, слова и поступки открыты взору Бога.